# 원광디지털대학교
원광디지털대학교(圓光디지털大學校, Wonkwang Digital University)는 학교법인 원광학원이 설립한 특성화학과 중심의 4년제 사이버대학교이다.
2002년 3월에 개교하였으며 2009년 평생교육법에서 고등교육법으로 이관된 정규 4년제 대학교이다.

## 지역 캠퍼스
서울(구로디지털단지역), 대전, 대구, 부산, 광주, 익산

## 대학본부
- 기획처: 기획예산팀, 정보전산팀
- 교무처: 교무학사팀, 콘텐츠개발팀
- 입학협력처: 대외협력팀, 입학홍보팀
- 사무처: 총무팀, 재무회계팀
- 학생상담센터
- 미래교육혁신센터
- 대학원